# Érsekvadkert
Érsekvadkert, vagy 1906 előtti nevén Vadkert (szlovákul: Vadkert) község Nógrád vármegyében, a Balassagyarmati járásban.
Nógrád vármegye legnagyobb, városi rang nélküli települése. Lakosságszámával a 6. legnépesebb település a vármegyében, ezzel a megye egyik városát (Rétságot) is megelőzi.

## Fekvése
A Nyugat-Nógrád térségében fekszik, a Nógrádi-medencében, a Börzsöny hegység lábánál, Rétság és Balassagyarmat között.
A közvetlenül határos települések: észak felől Ipolyszög, északkelet felől Csesztve, kelet felől Mohora, délkelet felől Debercsény és Szente, dél felől Szátok és Tereske, délnyugat felől Pusztaberki, nyugat felől Horpács, északnyugat felől pedig Patak és Dejtár.

### Megközelítése
Csak közúton érhető el, legfontosabb megközelítési útvonala a 22-es főút, mely a központján is áthalad. Szátokon át Romhánnyal a 2117-es, Patakkal a 2203-as út köti össze. Határszélét északkeleten érinti még a csesztvei 21 127-es számú mellékút is.

## Története

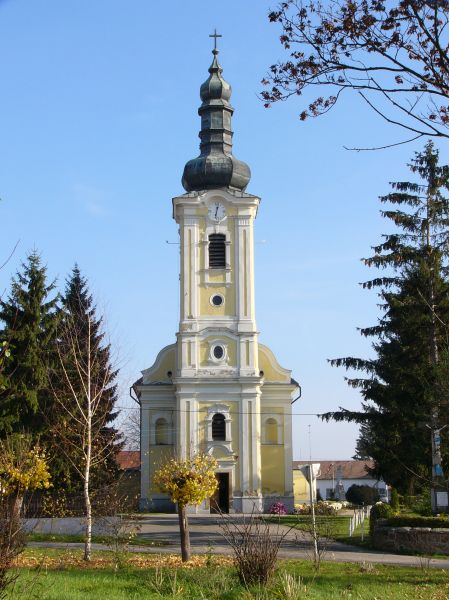
Érsekvadkert római katolikus templom

A megkülönböztető szerepű Érsek előtag a helység egykori birtokosára, az esztergomi érsekre utal. Érsekvadkert (azelőtt csak Vadkert) a vármegye legrégibb helységeinek egyike.
Már jóval a tatárjárás előtt fennállt. Nógrád s egyben az ország legrégibb helységeinek egyike. 1227-ben az oklevelek az esztergomi érsek itteni vadaskertjét említik. Plébániájának létezése már 1223-ban kimutatható. 1283-ban az érsek udvarnokainak (udvari cselédjeinek) lakóhelye. Az egész középkorban az esztergomi érsek birtokában találjuk. Vámhely is volt. Akkor három helységből állt a mai Érsekvadkert.
Felső-Vadkert a mai község nyugati végén feküdt. Amikor itt 1860-ban a tagosítás után a földek művelés alá kerültek, szántás közben megtalálták a régi helység templomának alapfalát, sőt egyes házak alapfalaira is rábukkantak.
A Közép-Vadkert a mostani község helyét foglalta el.
Alsó-Vadkert a mai község keleti kijáratánál feküdt és ennek helyén is rábukkantak régi lakóházak nyomaira. Már a 16. század közepén a török hódoltsághoz tartozott.

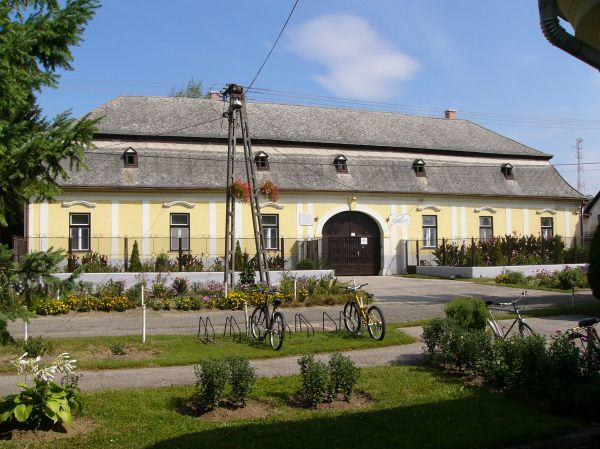
Római katolikus parókia

1710 januárjában a császári had szállta meg a helységet. 1710. január 22-én vívták meg a kurucok és császáriak a Vadkert-Romhányi csatát, melyet kuruc részről II. Rákóczi Ferenc vezetett. A csata jelentős része a Vadkert határában lévő Sír-pataknál zajlott. Ez a csata eldöntetlen maradt, de a császári veszteségek jelentősebbek voltak.
1722-ben 32 magyar és 9 tót háztartást tartottak nyilván.[forrás?]
1733-ban mezővárosi rangot kap, ezzel együtt évi négy szabad vásár tartását. A török hódoltság megszűntétől 1848-ig az esztergomi érsek földesúri hatósága alá tartozott. A községben két úri lak őrzi a múlt emlékeit, amit a Soókyak építettek.
Az 1848–49-es szabadságharcban is jelentős hadmozdulat színtere volt a mezőváros. 1849. január 6-án Görgei Artúr tábornok a fel-dunai hadsereggel erre húzódott vissza Vácról a bányavárosok felé. Utócsapatokat január 11-én a császáriak Érsekvadkertnél beérték, és kisebb ütközetre is sor került. Ezt követően július 17-én és 18-án itt állomásozott Görgey hada. Maga a tábornok a parókián volt elszállásolva, melyet ma emléktábla is hirdet.
1866-ban sok tucatnyi áldozatot szedő kolerajárvány zajlott a településen. Összehasonlításképp: ebben az évben 237-en haltak meg, míg a környező években kb. 100-100 halálesetet jegyeztek fel.
1906-tól Érsekvadkert a település neve. A lakosok hitelszövetkezetet tartottak fenn és két gőzmalom is működött, amelynek nyomán a mostani malomipar fejlődött ki.
A I. világháborúban a településről olasz frontra is kerültek. A II. világháborúban a besorozott katonák az orosz fronton harcoltak (Don-kanyar). Sokan meghaltak vagy hadifogolytáborokba kerültek. Az elesettek emlékét ma a község központjában (Hősök tere) felállított I. és II. világháborús emlékmű őrzi. A település határában lévő Jánosi pusztán – melyből ma már csak a temető és egy magtár áll – repülőtér volt. Ezt a németek és az oroszok egyaránt használták. A II. világháború után a pusztát felszámolták.

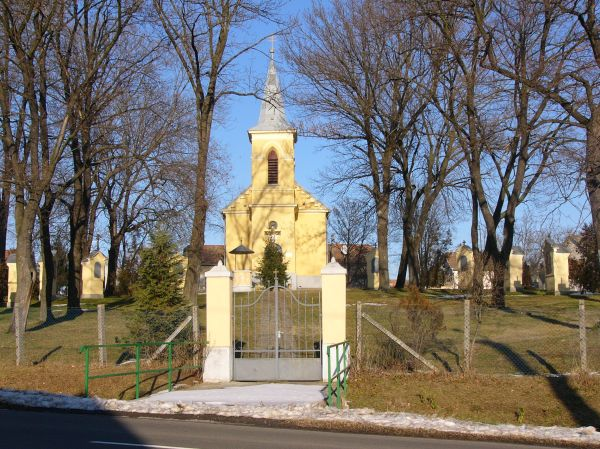
Érsekvadkert Kálvária kápolna

1956-ban Forradalmi Tanács alakult. A kommunista diktatúra alatt többen a recski tábort is megjárták. Kulákoknak kiáltották ki a földműveléshez értő parasztgazdákat.
A település lakóinak döntő többsége római katolikus vallású. Az Esztergemi Érsekség egyik fellegváraként tartották nyilván. Ma a Váci Egyházmegyéhez tartozik.
A római katolikus plébánia 1223-ban már fennállt, a mostani templom azonban csak 1743-ban épült.[forrás?]
A községhez több puszta – így Szentlőrinc-puszta, Hajduárok, Káposztás és Mogyoróspuszta – is tartozott. Ebben az időben a vármegye egyik legnagyobb terjedésű és lélekszámú települése. A 19. század végén a település lakossága (jobbágyok, cselédek) az úrbéresi tagosítás során jutott földhöz. Egyre többen foglalkoznak iparosi, kereskedelmi tevékenységgel. A világháborúk nagy pusztítást végeztek a községben. A két világháború között több család elvándorolt innen illetve elhagyta az országot.
Ma a településen élők nagy része az iparban dolgozik, legnagyobb részük az építőiparban. A vármegye egyik legnagyobb mezőgazdasági termelőszövetkezete Érsekvadkerten volt és van.
A malomipar, fafeldolgozás már 19. századtól jelen van a településen. A 20. század közepe óta a szerszámgépgyártás is tradicionálisnak mondható.

## Közélete

### Polgármesterei
- 1990–1994: Nógrádi László (független)[5]
- 1994–1998: Nógrádi László (MDF-KDNP-FKgP-Fidesz)[6]
- 1998–2002: Nógrádi László (Fidesz-FKgP-KDNP-MDNP-MKDSZ)[7]
- 2002–2006: Nógrádi László (független)[8]
- 2006–2010: Dr. Kovácsné Nagy Mária (független)[9]
- 2010–2014: Dr. Kovácsné Nagy Mária (Fidesz–KDNP)[10]
- 2014–2019: Dr. Kovácsné Nagy Mária (Fidesz–KDNP)[11]
- 2019–2024: Dr. Őszi Attila Csaba (független)[12]
- 2024– : Dr. Őszi Attila (független)[1]

## Népesség
A település népességének változása:
| Lakosok száma | 3574 | 3512 | 3461 | 3507 | 3395 | 3415 | 3467 |
|               | 2013 | 2014 | 2015 | 2021 | 2022 | 2023 | 2024 |

2001-ben a település lakosságának 98%-a magyar, 2%-a cigány nemzetiségűnek vallotta magát.
A 2011-es népszámlálás során a lakosok 88,4%-a magyarnak, 5% cigánynak, 0,3% szlováknak mondta magát (11,6% nem nyilatkozott; a kettős identitások miatt a végösszeg nagyobb lehet 100%-nál). A vallási megoszlás a következő volt: római katolikus 74,3%, református 1,5%, evangélikus 1,2%, felekezeten kívüli 3,7% (17,6% nem nyilatkozott).
2022-ben a lakosság 94,1%-a vallotta magát magyarnak, 7,3% cigánynak, 0,3% németnek, 0,2% románnak, 0,1-0,1% lengyelnek, görögnek, szlováknak, ukránnak és örménynek, 2,9% egyéb, nem hazai nemzetiségűnek (5,7% nem nyilatkozott; a kettős identitások miatt a végösszeg nagyobb lehet 100%-nál). Vallásuk szerint 58,8% volt római katolikus, 1,6% református, 1,1% evangélikus, 0,4% görög katolikus, 0,1% ortodox, 1,2% egyéb keresztény, 0,7% egyéb katolikus, 6,5% felekezeten kívüli (29,5% nem válaszolt).

## Neves személyek
- Itt hunyt el 1848. április 7-én Laky János teológiai doktor, római katolikus plébános és alesperes.
- Itt hunyt el 1904-ben Farkas Mihály esztergomi tiszteletbeli kanonok, szentszéki ülnök.
- Itt született 1899-ben Hesz később Hetényi Rezső politikus, kultúraszervező.
- Itt született 1924-ben Boda János (1924-1998) orvos, geográfus, akiről hegyet neveztek el az Antarktiszon .
- Itt szolgált plébánosként az 1920-as évek végétől haláláig, és itt is hunyt el 1948-ban Mátéffy Viktor pápai prelátus, országgyűlési képviselő.

## Nevezetességei

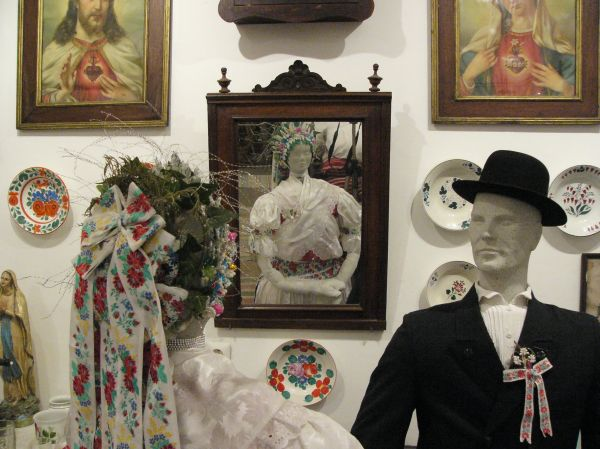
Helytörténeti emlékház

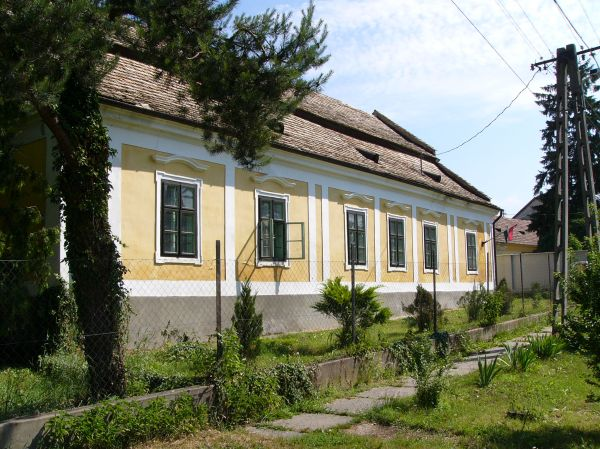
Drágffy-kúria

- Római katolikus templom (1734, barokk)
- Római katolikus plébánia (1743, késő barokk)
- Drágffy-kúria (1790 körüli, késő barokk)
- Helytörténeti emlékház (19. századi)
- Kálváriakápolna (1904)
- Víztorony (téglaépület)
- Zsidó temető
- Természetvédelmi terület (gyurgyalag)

## Kultúra
- Falunapi göncfőző verseny,

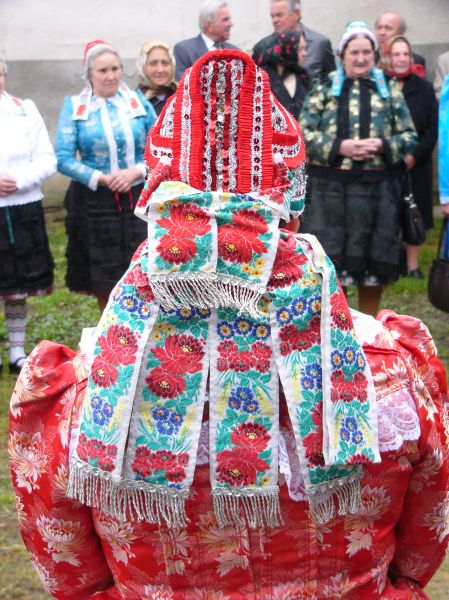
Érsekvadkerti népviselet

- Termény megáldó körmenet (közel 100 helyi népviseletbe öltözött részvételével),
- Nemzetközi Akusztikus Gitárfesztivál,
- Karácsonyi koncert a római katolikus templomban

### Népviselet
16-féle népviselet alakult ki Nógrádban, s a legszínpompásabb az érsekvadkerti és a rimóci palóc viselet.

## Turizmus
Érsekvadkert tagja a Sugárkankalin Turisztikai Egyesületnek, melynek célja térség turizmusának fejlesztése, és természeti értékeinek bemutatása. A község a Palóc út egyik állomása is.

## Sportélete

### Az Érsekvadkerti SE
A helyi sportegyesület 1947-ben alakult meg. 1979-ig Érsekvadkerti MEDOSZ Sportegyesület, 1998-ig Közös Községi Sportegyesület néven szerepelt, azóta Érsekvadkerti Sportegyesületként játszik a Nógrád megyei első-, illetve másodosztályú labdarúgó-bajnokságokban. Az egyesület legjobb eredménye a 2003–2004-es szezonban szerzett megyei elsőosztályú ezüstérem.

## Légi fotó galéria

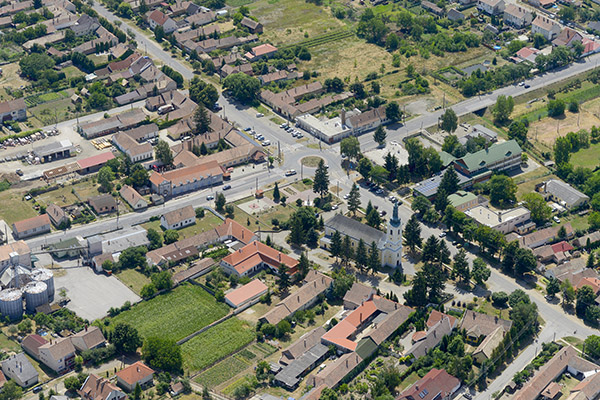
Érsekvadkert, légi fotó
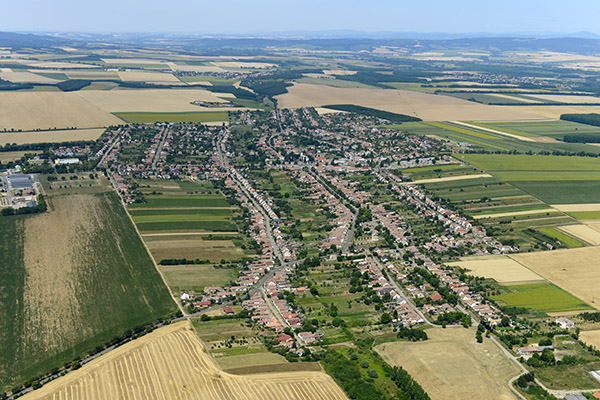
Érsekvadkert látképe a levegőből
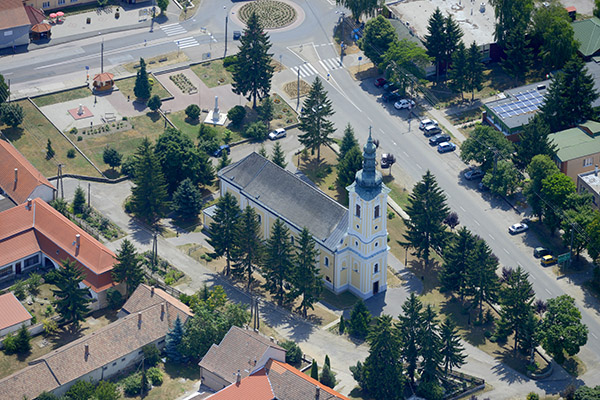
Érsekvadkert katolikus templom, légi felvétel
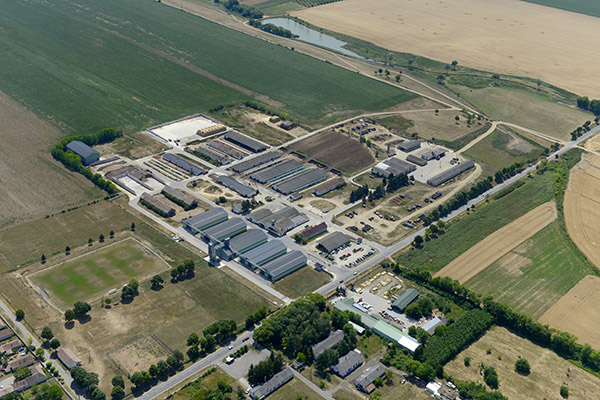
Érsekvadkert Agroméra Kft. madártávlatból

## Gasztronómia

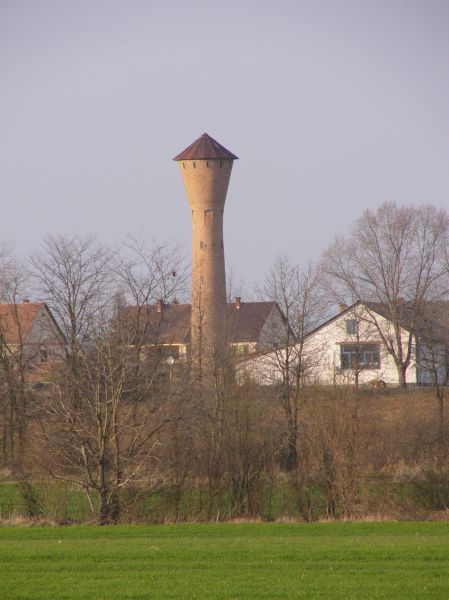
Érsekvadkert Víztorony

Híres étele a nagygönc.